# 이오의 화산활동

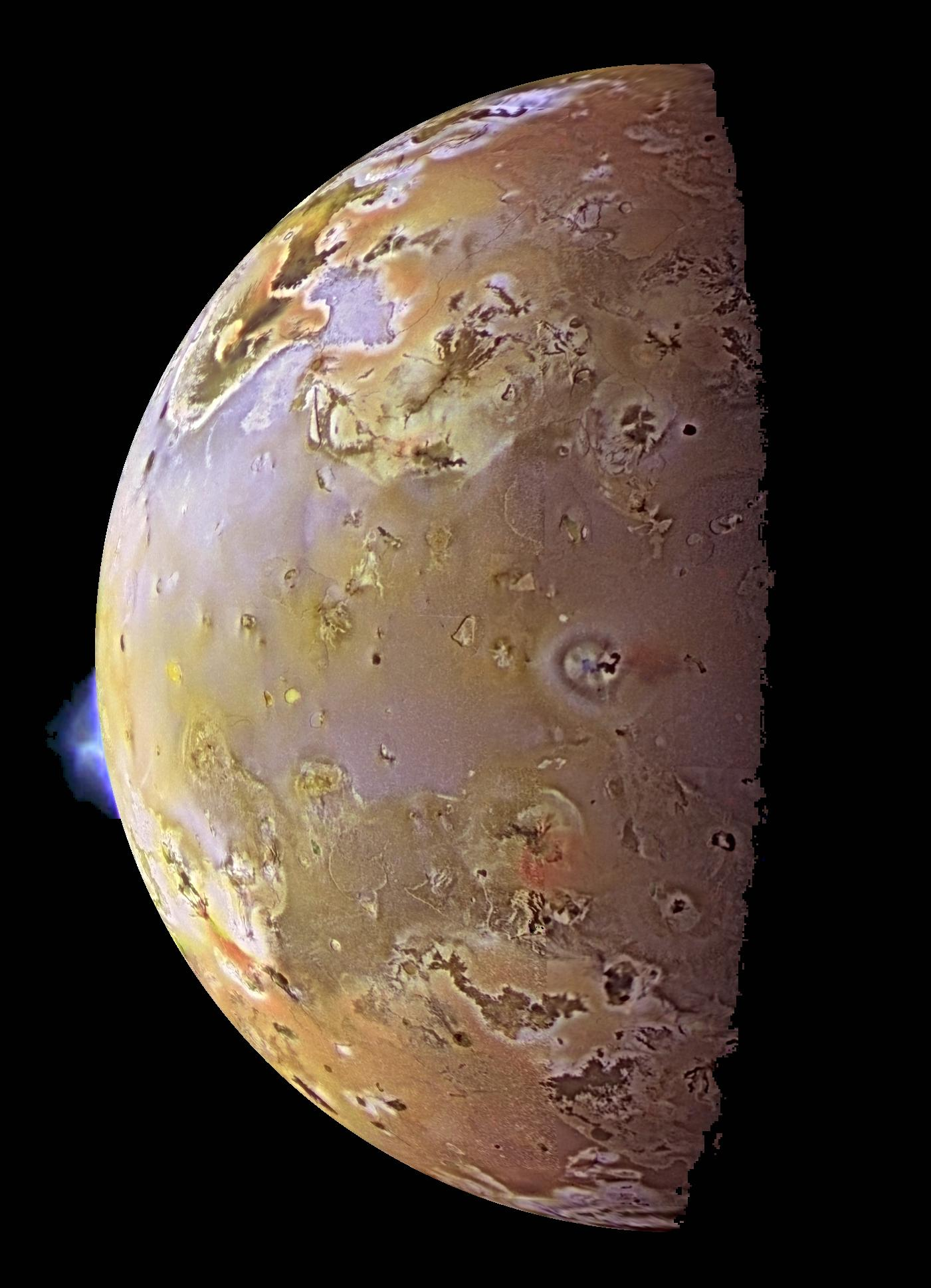
표면에서 두 개의 분연주가 분화되는 이오, 갈릴레오가 촬영한 사진, 1997년 6월.

목성의 위성 이오는 표면에 수많은 화산, 화산 분지, 용암류가 존재하는 것으로 알려져 있다. 이오의 화산 활동은 1979년 보이저 1호 임무에 참여하던 영상 과학자 린다 모라비토(Linda Morabito)에 의해 처음 발견되었다. 이후 통과하는 우주선들과 지상 천문학자들의 관측을 통해 150개 이상의 활화산이 확인되었으며, 2024년 기준으로 최대 400개에 이르는 화산이 존재할 것으로 예측되고 있다. 이오의 화산 활동은 태양계 내에서 현재 화산 또는 얼음 화산 활동이 관측된 다섯개의 천체중 하나이다. 나머지 네 천체은 지구, 금성, 토성의 위성 엔셀라두스, 해왕성의 위성 트리톤이다.
이오의 화산 활동은 보이저 1호가 근접 비행하기 직전에 예측되었으며, 화산 활동의 주된 열원은 강제된 궤도 이심률에 의해 발생하는 조석 가열이다. 이는 주로 방사성 동위원소 붕괴와 천체 형성 시의 원시 열에 의해 내부 가열이 일어나는 지구의 내부 가열와는 다른 점이다. 이오의 타원 궤도로 인해 궤도상 근지점과 원지점에서 목성의 인력이 다르게 작용하면서 조석으로 인한 부푼 부분이 변동한다. 이러한 형태 변화는 이오 내부에 마찰열을 발생시킨다. 만약 조석 가열이 없었다면, 이오는 달과 비슷한 크기와 질량을 가진, 충돌구로 뒤덮인 지질적으로 죽은 땅이였을 가능성이 크다.
이오의 화산 활동은 수백 개의 화산 중심지와 광범위한 용암 지형을 형성하여, 이오를 태양계에서 가장 활발한 화산 활동 천체로 만들었다. 지금까지 세 가지 유형의 화산 분출이 확인되었으며, 각각 분출 지속 시간, 강도, 용암 분출량, 그리고 분출이 화산 분지(파테라) 안에서 일어나는지 여부 등에 따라 구분된다. 이오에서 수십~수백 킬로미터 길이로 뻗은 용암류는 주로 현무암질로, 하와이의 킬라우에아 같은 순상 화산에서 관찰되는 용암과 유사하다. 대부분의 용암이 현무암으로 이루어져 있지만, 일부 용암류는 황 또는 이산화황으로 구성되어 있는 것으로 관측되었다. 또한, 1600K에 이르는 고온의 분출 온도도 감지되었는데, 이는 초고철질암 용암의 분출로 설명할 수 있다.
이오의 지각과 표면에는 다량의 황 성분이 존재하기 때문에, 일부 분출은 황, 이산화황 가스, 그리고 화산 쇄설물을 우주로 500킬로미터 높이까지 뿜어내어 거대한 우산 모양의 화산 기둥을 형성한다. 이 물질들은 주변 지형을 붉은색, 검은색, 또는 흰색으로 덮으며, 이오의 얼룩진 대기와 목성의 광범위한 자기권에도 기여한다. 1979년 이후 이오를 지나간 여러 우주선들은 이오의 화산 활동으로 인한 표면 변화들을 다수 관측하였다.
추가적으로 2024년 2월 3일에 진행된 주노 탐사선의 근접 비행 동안 이오의 화산과 화산 기둥에 대한 새로운 관측이 이루어졌다.

## 발견

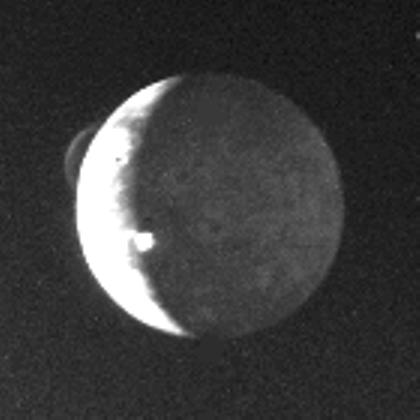
이오의 활동적인 화산 활동을 보여주는 최초 발견 사진. 펠레와 로키에서 발생한 분연주오의 활동적인 화산 활동을 보여주는 최초 발견 사진. 펠레와 로키에서 발생한 분연주가 각각 이오의 가장자리와 명암 경계선 부근에서 관찰된다.

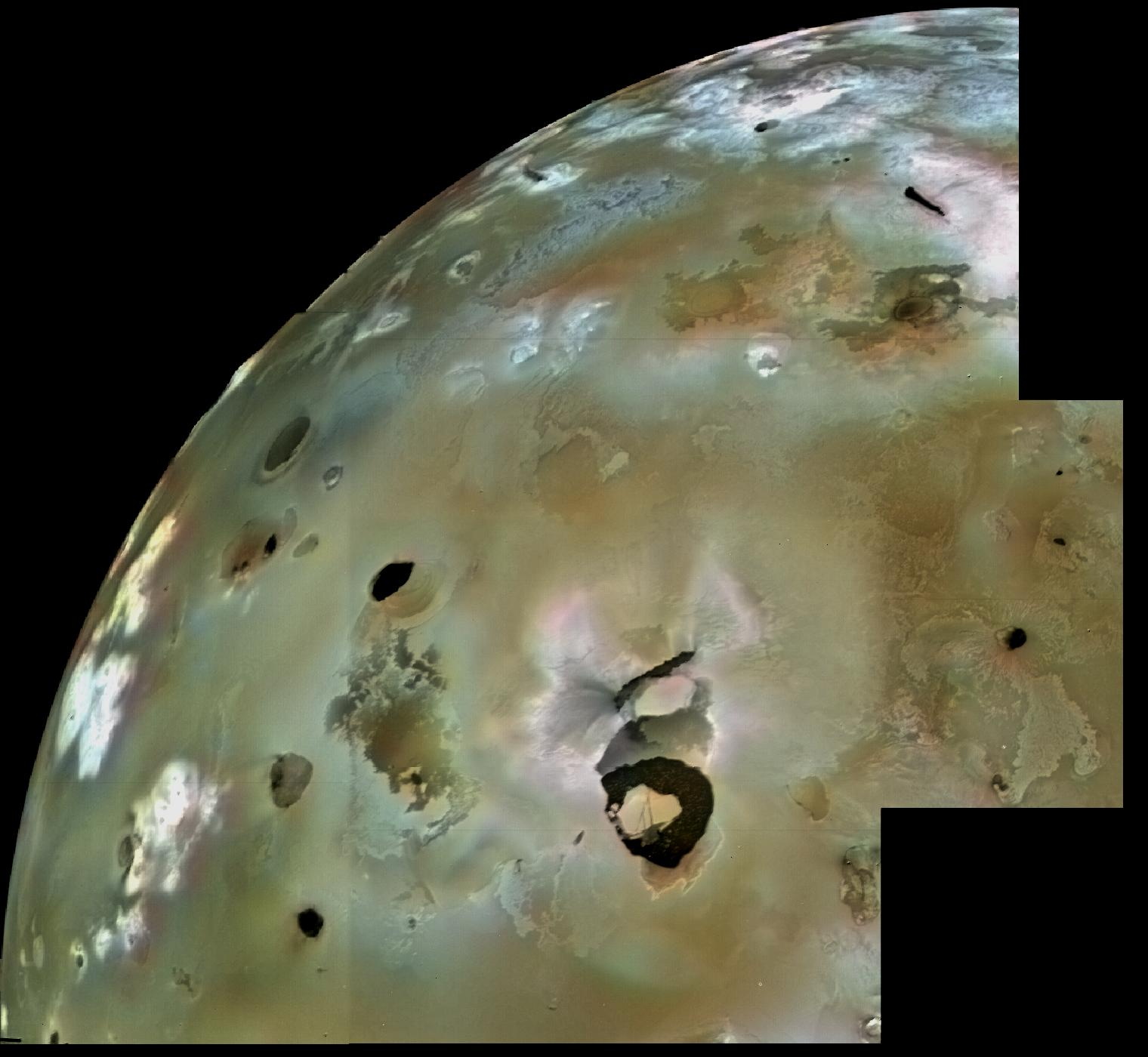
보이저 1호가 촬영한 로키 파테라 및 주변 용암류와 화산 구덩이.

1979년 3월 5일, 보이저 1호가 이오를 근접 통과하기 전까지, 이오는 달과 유사한, 지질학적으로 죽은 천체로 여겨졌다. 이오 주변에 나트륨 구름이 발견되면서, 표면이 증발암으로 덮여 있을 것이라는 가설이 제기되었다.
1970년대 지상에서 수행된 적외선 관측은 이후의 발견을 예측하였다. 이오가 목성의 그림자 속에 있을 때 10μm 파장에서 관측된 열유속이 다른 갈릴레이 위성들보다 비정상적으로 높다는 것이 밝혀졌다. 당시 이 열 플럭스는 이오의 표면이 유로파와 가니메데보다 훨씬 높은 열관성을 가지고 있기 때문이라고 해석되었다. 그러나 20μm 파장에서 수행된 측정에서는 이오의 표면 특성이 다른 갈릴레이 위성과 유사한 것으로 나타나 차이를 보였다. 로버트 넬슨과 브루스 햅키는 이 스펙트럼 특성을 설명하기 위해, 이오 표면에 짧은 사슬 구조를 가진 황 동소체들이 분기공에서의 활동을 통해 생성된 것일 수 있다고 제안했다.: 9 이후 연구를 통해, 짧은 파장에서 나타난 높은 선속은 이오의 화산과 태양 복사에 의한 열이 합쳐진 결과이며, 긴 파장에서는 태양 복사가 대부분을 차지한다는 것이 밝혀졌다. 1978년 2월 20일, 위트본(Witteborn) 등은 5μm 파장에서 이오의 열 방출이 급격히 증가하는 현상을 관측하였다. 이들은 이 데이터를 해석하여 600K 온도를 가진 약 8,000km2 크기의 지역이 존재할 가능성을 제시했으나, 화산 활동보다는 이오와 목성 자기권 간의 상호작용에서 기인한 것으로 보는 쪽을 더 유력하게 판단했다.
보이저 1호의 이오 근접 통과 직전, 스탠 필, 패트릭 캐슨, R. T. 레이놀즈는 과학 저널 사이언스에 논문을 발표하여, 이오가 화산 활동으로 수정된 표면과 균질하게 섞인 것 보다 더 구별된 암석 유형을 가진 분화된 내부구조를 지닐 것이라고 예측하였다. 그들은 이오의 약간 찌그러진 궤도로 인해 목성의 인력 변화가 초래하는 조석 가열을 기반으로 한 내부 모델을 기반으로 예측을 제시하였다. 균질한 내부를 가진 이오에서는 방사성 동위원소 붕괴만으로 생성되는 열보다 3배나 많은 열이 생성될 것으로 계산되었다. 또한 이 효과는 내부가 분화된 경우 이 효과는 더욱 커질 것으로 예상되었다.
보이저 1호가 이오를 촬영한 최초의 영상들은 충돌구가 거의 없는 매우 젊은 지표면을 보여주었다. 충돌구의 수는 행성 표면의 나이를 추정하는 데 사용되는데, 충돌 구조의 수는 표면 나이에 비례하 증가한다. 대신 보이저 1호는 다양한 색깔을 띠는 표면과 함께, 충돌 분화구에 흔히 나타나는 융기된 가장자리가 없는 불규칙한 형태의 함몰부들을 관찰했다. 또한 보이저 1호는 낮은 점도의 유체가 만든 흐름 흔적과, 지구의 화산과는 일치하지 않는 다른 형태의 높고 고립된 산들도 발견하였다. 이러한 관측 결과는 필과 동료들이 예측했던 대로, 이오의 표면이 화산 활동에 의해 크게 변형되었음을 뒷받침했다.
1979년 3월 8일, 보이저 1호가 목성을 지나간 지 사흘 후, 탐사선은 위치 확인을 위해 이오의 영상을 촬영하였다. 배경 별의 가시성을 높히기 위한 영상 처리 과정에서 내비게이션 엔지니어인 린다 모라비토는 이오의 가장자리를 따라 있는 약 300km 높이의 구름을 발견하였다. 처음에는 이오 뒤편에 또 다른 위성의 구름일 것이라고 추정했으나, 해당 위치에는 적절한 크기의 천체가 존재하지 않았다. 이후 이 구름은 펠레라는 이름이 붙은 어두운 함몰부에서 발생한 화산 분출 플룸으로 확인되었다. 이 발견 이후, 추가로 여덟 개의 플룸이 보이저 영상에서 발견되었으며, 이들은 불, 화산, 혼란을 상징하는 신화 속 신들의 이름을 따서 로키(두 개의 플룸들), 프로메테우스, 볼룬드, 아미라니, 마우이, 마덕, 마수비로 명명되었다. :13 또한, 여러 곳에서 냉각 중인 용암을 나타내는 열 방출이 확인되었다. 이후 보이저 2호가 약 4개월 뒤 촬영한 영상과 비교한 결과, 아텐 파테라와 수트르 지역에서 새로운 플룸 퇴적물이 형성되는 등 표면 변화가 관찰되었다.

## 열원

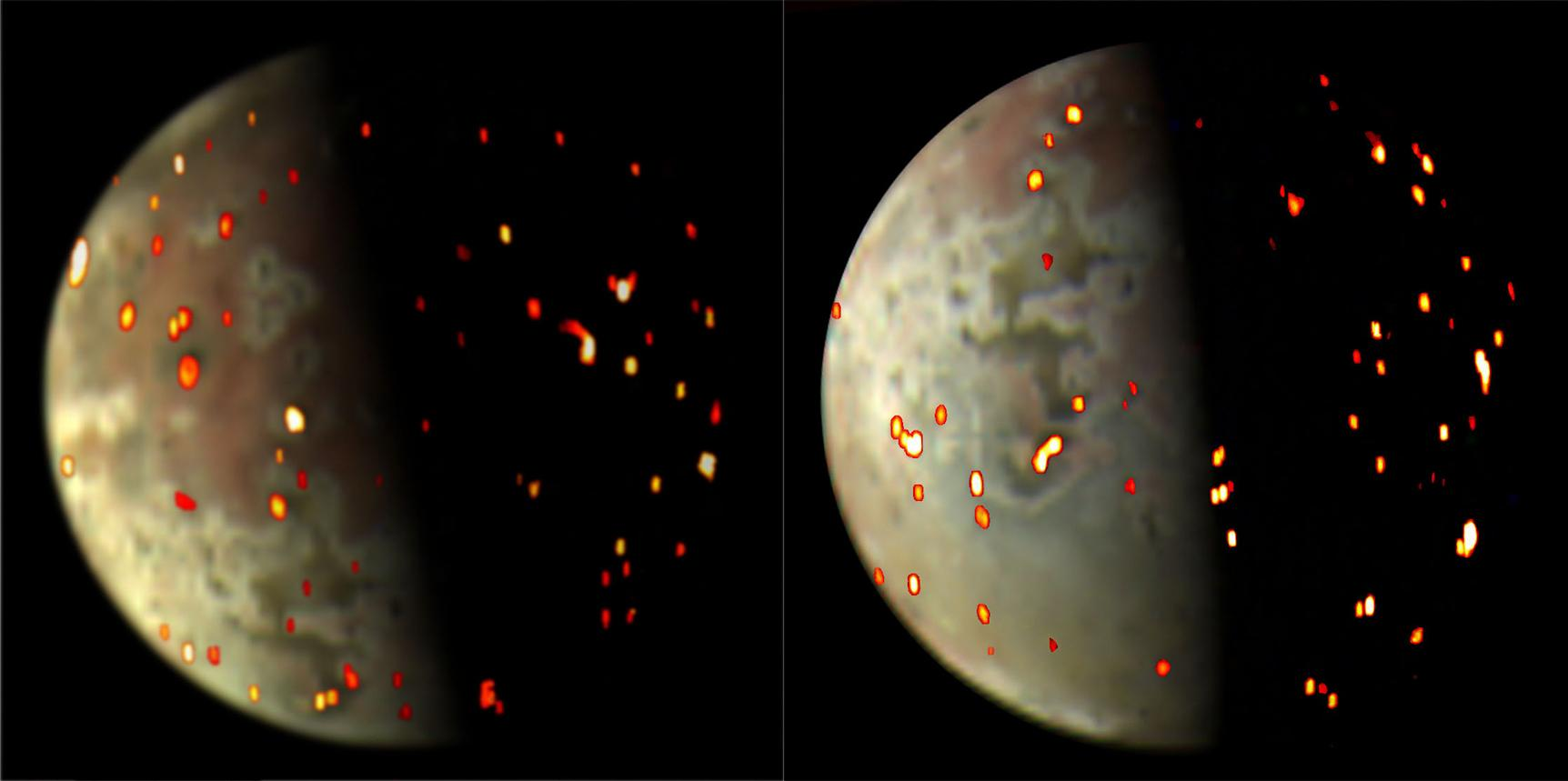
이오의 화산 활동. 2022년 12월 14일(왼쪽)과 2023년 3월 1일(오른쪽), 주노의 사진.

이오의 내부 열원은 목성의 중력에 의해 생성되는 조석력이다. 이러한 외부 열원은 방사성 동위원소 붕괴와 천체 형성 과정에서 남은 열에 의해 발생하는 지구의 화산 활동의 내부 열원과는 다르다. 지구에서는 이러한 내부 열원이 맨틀 대류를 유발하고, 이는 다시 판 구조론을 통해 화산 활동을 일으킨다.
이오의 조석 가열은 목성과의 거리, 궤도 이심률, 내부 조성, 물리적 상태에 따라 달라진다. 유로파와 가니메데와의 라플라스 궤도 공명으로 인해 이오의 이심률이 유지되고, 이오 내부의 조석 소산으로 인해 궤도가 원형화되는 것이 방지된다. 이심률로 인해 이오의 조석으로 인해 융기되는 높이는 근지점과 원지점 사이에서 최대 100미터까지 차이가 난다. 이러한 조석력의 변화는 이오 내부에 마찰을 일으켜 상당한 조석 가열과 용융을 초래한다. 지구에서는 대부분의 내부 열이 지각을 통한 전도로 방출되는 반면, 이오에서는 내부 열이 화산 활동을 통해 방출되어 위성의 높은 열 흐름(총합: 0.6~1.6 × 10¹⁴W)을 생성한다. 궤도 모델링 결과에 따르면, 이오 내부의 조석 가열량은 시간이 지나면서 변하며, 현재의 열 흐름은 장기 평균을 대표하지 않는 것으로 보인다. 이오 내부에서 방출되는 관측된 열은 현재 조석 가열로 생성되는 것으로 추정되는 양보다 많아 이오가 과거에 더 큰 변형을 겪은 후 식어가고 있다는 것을 시사한다.

## 조성

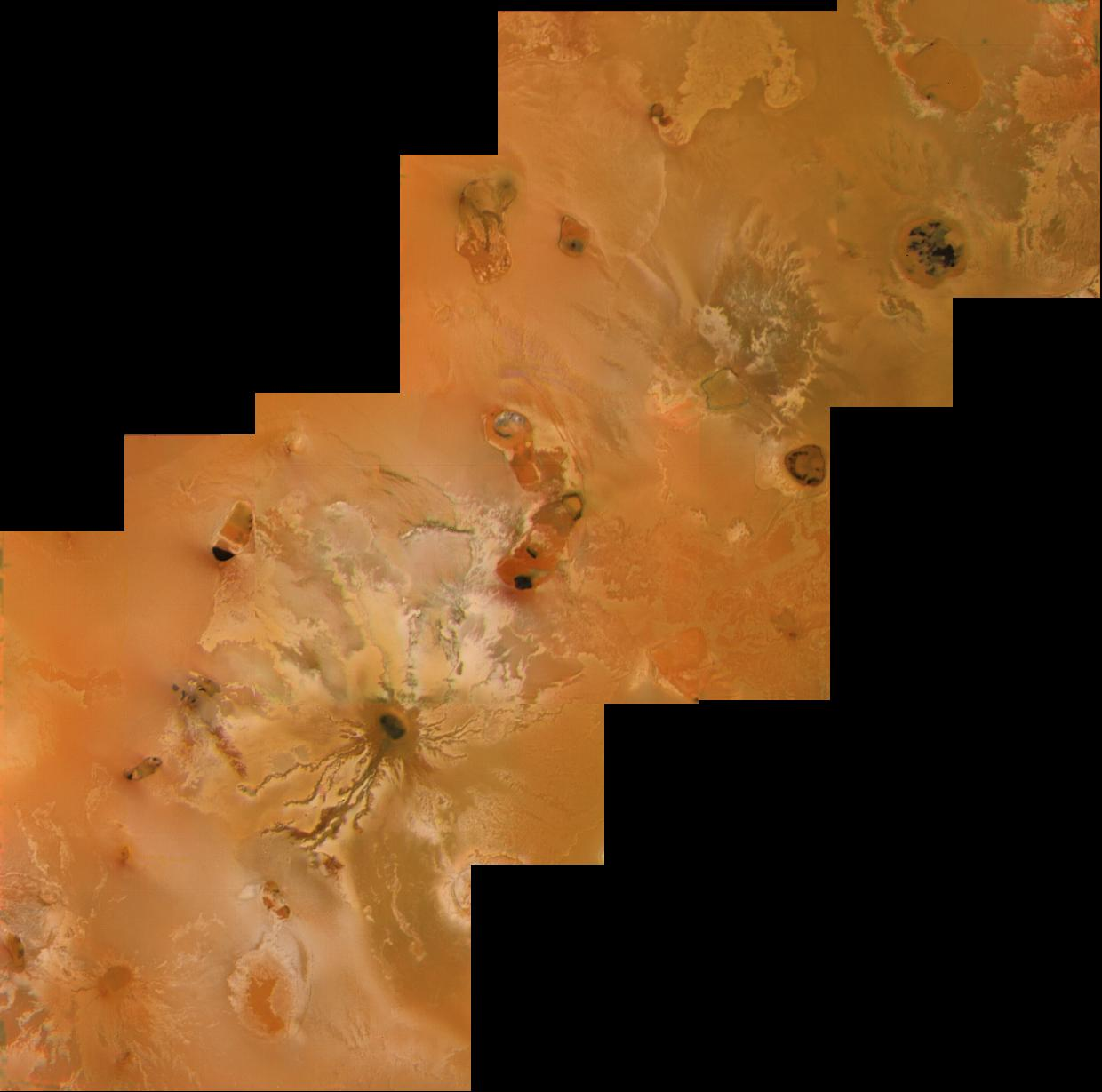
보이저 1호가 촬영한 라 파테라(Ra Patera) 인근 화산 구덩이와 용암 흐름.

보이저 호의 이미지 분석을 통해 과학자들은 이오의 용암류가 다양한 형태의 융용된 황으로 주로 구성되어 있을 것이라고 생각하게 되었다. 용암류의 색상은 황의 다양한 동소체들과 유사하게 나타났다. 용암류의 색상과 밝기의 차이는 다원자 황의 온도 및 원자들의 배열과 결합 방식에 따라 달라진다. 라 파테라로부터 퍼져나가는 흐름을 분석한 결과, 분출구로부터의 거리별로 각각 다른 색의 물질이 발견되었는데, 이는 모두 액체 황과 관련이 있었다. 분출구 근처의 어두운 반사율을 가지는물질은 525K, 흐름의 중앙 부분에 있는 붉은 물질은 450K, 흐름의 가장 먼 끝에 있는 주황색 물질은 425K였다. 이러한 색상 패턴은 중심 분출구에서 방사형으로 퍼져나가는 흐름이 식어가면서 색이 변하는 것을 보여준다.
또한, 보이저 1호의 적외선 간섭계 분광기 및 복사계(IRIS) 장비로 로키 파테라에서 측정된 열 방출 온도는 황 화산 활동과 일치했다. 그러나 IRIS 장비는 더 높은 온도를 나타내는 파장대를 감지할 수 없었기 때문에, 규산염 화산 활동에 해당하는 온도는 발견되지 않았다. 그럼에도 불구하고 보이저 과학자들은 이오의 높은 밀도와 파테라 벽을 따라 급경사를 지탱하기 위해 규산염이 필요하다는 점에서 규산염이 이오의 젊은 표면에 중요한 역할을 한다고 추론했다. 보이저 근접비행 이후, 구조적 증거와 분광 및 온도 데이터 간의 모순은 이오의 용암류가 규산염 물질로 이루어졌는지, 황 성분 물질로 이루어졌는지를 둘러싼 행성과학계의 논쟁으로 이어졌다.
1980년대와 1990년대에 진행된 지상 기반 적외선 연구는 이오의 화산 활동이 주로 황에 의해 이루어진다는 기존 관점을 바꾸어, 규산염 화산 활동이 지배적이고 황은 부차적 역할을 한다는 새로운 패러다임으로 전환시켰다. 1986년, 이오의 선행 반구에서 일어난 밝은 분출을 측정한 결과 최소 900K의 온도가 기록되었다. 이는 황의 끓는점인 715K보다 높은 온도로, 적어도 일부 이오 용암류가 규산염 성분임을 나타낸다.이와 유사한 온도는 1979년 두 번의 보이저 탐사 사이에 발생한 수르트의 분화과, 1978년 위테본(Witteborn) 연구진이 관찰한 분화에서도 관측되었다. 또한, 이오의 규산염 용암류를 모델링한 결과, 이들이 급격히 냉각되어, 실제 분출 온도에 가까운 용융 용암이 차지하는 면적보다는 고체화된 흐름 등 낮은 온도 성분이 열 방출을 지배하게 되는 것으로 나타났다.

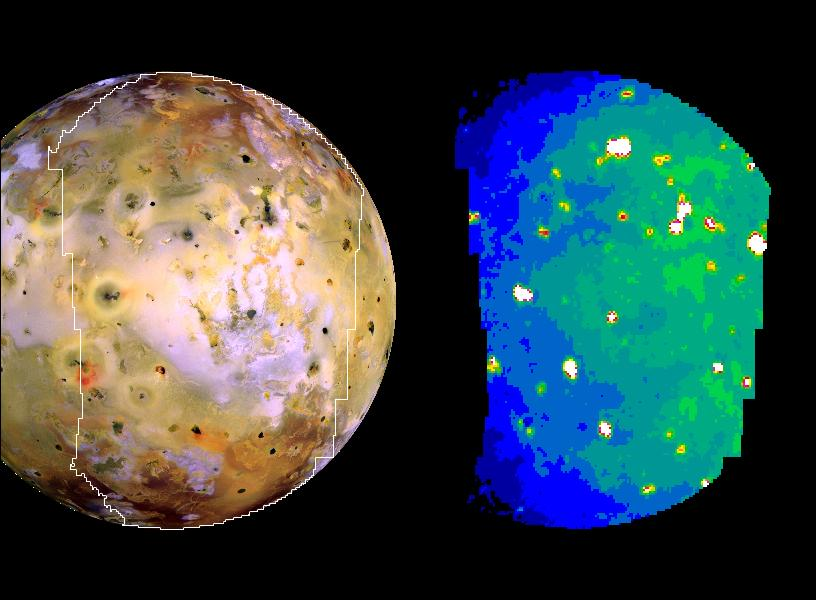
갈릴레오가 그린 이오의 열 방출 지도.

고철질이나 초고철질의 (마그네슘이 풍부한 마그마) 규산염 화산 활동은 1990년대와 2000년대에 걸쳐 갈릴레오 우주선이 이오의 수많은 열점(열 복사가 감지되는 위치)과 이오의 어두운 물질에 대한 분광 측정을 통해 얻은 온도 측정 결과로 확인되었다. 갈릴레오의 고체상태 촬영기(SSI)와 근적외선 지도분광기(NIMS)를 통한 온도 측정은 최소 1,200K에서 최대 1,600K까지의 고온 성분을 가진 수많은 열점을 밝혀냈는데, 이는 1997년 필란 파테라 분출때정도의 온도와 거의 비슷하다. 갈릴레오 임무 초기에 분출 온도가 2,000K에 육박할 것이라는 초기 추정치가 있었으나, 이후 잘못된 열 모델을 사용했음이 밝혀지면서 과대 추정된 것으로 드러났다. 이오의 어두운 물질에 대한 분광 관측은 완화휘석와 같은 사방휘석 (마그네슘이 풍부한 규산염 광물로, 주로 고철질과 초고철질 현무암에 존재하는 광물이다.)의 존재를 시사했다. 이 어두운 물질은 화산구, 갓생긴 용암류, 그리고 최근의 폭발적 화산 분출 주변의 화쇄 퇴적물에서 관찰된다. 용암의 측정 온도와 분광 측정에 기반하여, 일부 용암은 지구의 코마티아이트와 유사할 수 있다고 제안되었다. 또한 분출 도중 마그마가 지표로 상승할 때 압축으로 인한 과열이 일부 고온 분출에 기여했을 가능성도 있다.
이오의 화산 온도 측정은 보이저와 갈릴레오 미션 사이에 이어진 황-규산염 논쟁을 종결시켰지만, 황과 이산화황은 여전히 이오에서 관찰되는 여러 현상에서 중요한 역할을 한다.
이오의 화산에서 생성된 플룸에서 두 물질 모두가 검출되었으며, 황은 펠레형 플룸의 주요 구성 성분이다.츠이 고압 물결, 에마콩 파테라, 발더 파테라와 같은 곳에서는 밝은 용암류가 확인되었는데 이것은 황 또는 이산화황의 유출성 화산 활동을 암시한다.

## 분화의 형태
우주선과 지구 기반 천문학자들이 이오를 관찰한 결과, 위성에서 관측된 분출 유형의 차이점을 확인할 수 있었다. 확인된 세 가지 주요 유형에는 분출구 내부 분출, 흐름 지배적 분출, 폭발 지배적 분출이 포함된다. 지속 시간, 방출된 에너지, 밝기 온도(적외선 사진를 통한), 용암 흐름의 종류와 화산 구덩이 내에 있는지의 여부 측면에서 차이가 있다.

### 파테라 내 분출

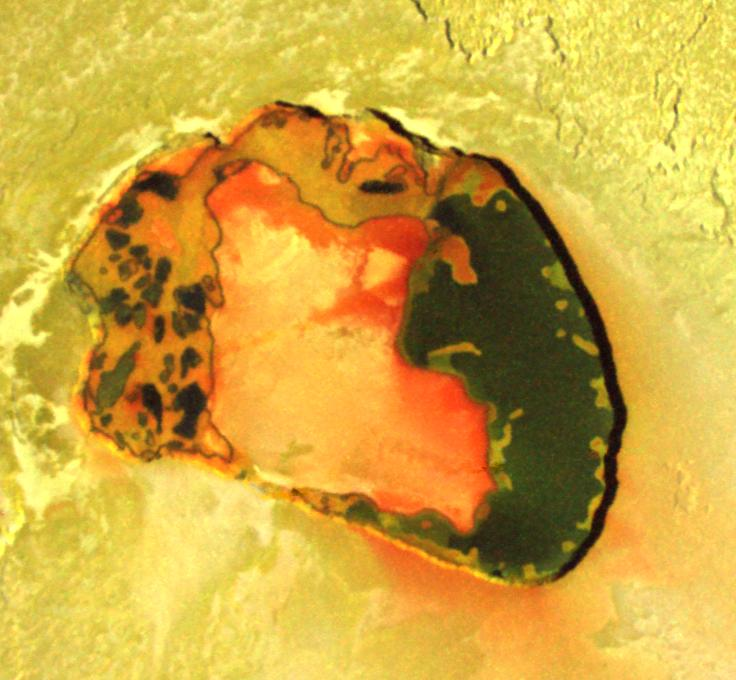
화산 분지의 하나의 예시인 투판 파테라.

파테라 내 분출은 일반적으로 평평한 바닥과 가파른 벽으로 둘러싸인 화산 함몰 지형인 파테라 내에서 발생한다. 파테라는 지구의 칼데라와 유사하지만, 지구의 경우처럼 빈 마그마 방이 붕괴하면서 형성되는지는 아직 알려지지 않았다. 한 가설은, 파테라가 화산성 암상이 지표로 노출되면서 생성되며, 그 위를 덮고 있던 물질이 폭발적으로 제거되거나 암상에 통합된다는 것이다. 일부 파테라는 화성의 올림포스 산이나 지구의 킬라우에아 산 정상부의 칼데라처럼 여러 번 붕괴한 증거가 나타나는데 이것은 때때로 화산 칼데라처럼 형성될 수 있음을 시사한다. 아직 형성 메커니즘이 불확실하기 때문에, 이 지형에 대해서는 국제천문연맹이 명명할 때 사용한 라틴어 기술어인 "파테라(paterae)"라는 일반 용어를 사용한다. 지구나 화성에서 관찰되는 유사 지형과 달리, 이오의 이러한 함몰 지형은 일반적으로 순상 화산의 정상부에 위치하지 않으며, 평균 지름이 41킬로미터로 더 크다. 파테라의 깊이는 일부 파테라에 대해서만 측정되었으며, 일반적으로 1킬로미터를 초과한다. 이오에서 가장 큰 화산 함몰 지형은 로키 파테라로, 지름이 202킬로미터에 이른다.
형성 메커니즘이 무엇이든지 간에 많은 파테라의 형태와 분포는 구조적으로 지배를 받고 있음을 보여주며, 최소 절반 이상이 단층이나 산지에 의해 경계 지어져 있다.

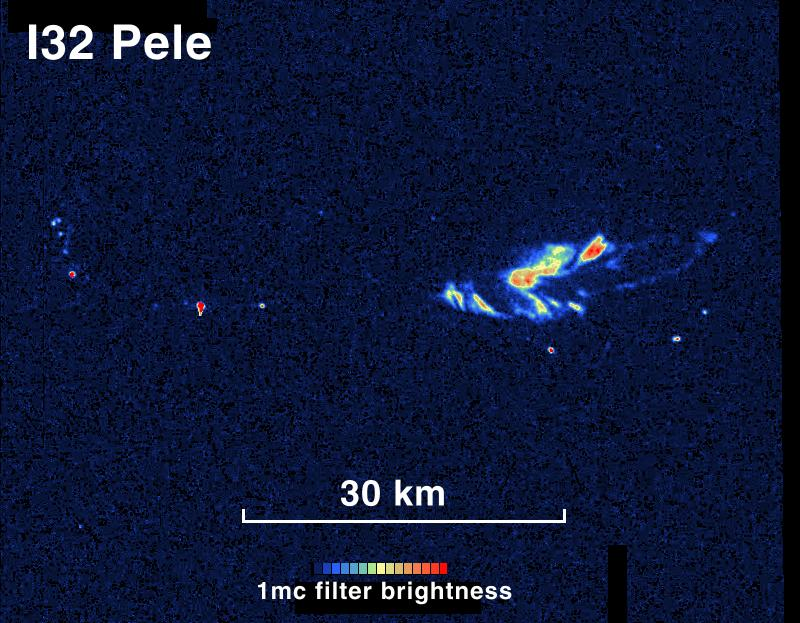
용암 호수 펠레에서 야간 열 방출을 보여주는 적외선 이미지.

이 분출 형태는 파테라 바닥을 가로질러 퍼지는 용암류의 형태이거나, 용암호의 형태를 취할 수 있다. 갈릴레오 우주선의 일곱 번의 근접 비행 관측을 제외하면, 분해능의 한계와 유사한 열 방출 특성으로 인해 파테라 바닥에서 용암호 분출과 용암류 분출을 구별하는 것은 어렵다. 2001년에 관측된 기시 바 파테라에서의 분출과 같은 분화구 내 용암류 분출은, 이오의 평원을 가로질러 퍼지는 용암류와 맞먹는 규모일 수 있다. 또한 카막스틀리 파테라와 같은 여러 파테라 내에서도 흐름 형태의 구조물이 관찰되었는데 이것은 용암류가 주기적으로 바닥을 재포장하고 있음을 보여준다.
이오니아 용암 호수는 녹은 용암으로 부분적으로 채워진 움푹 들어간 곳으로, 얇고 굳은 지각으로 덮여 있다. 이 용암 호수는 아래에 있는 마그마 저장소와 직접 연결되어 있다. 이오니아의 여러 용암 호수에서 열 방출을 관찰한 결과, 파테라 가장자리를 따라 빛나는 녹은 암석이 발견되었는데, 이는 호수의 지각이 파테라 가장자리를 따라 깨지면서 발생한 것이다. 시간이 지나면서 응고된 용암이 아래의 아직 녹은 마그마보다 밀도가 높아지기 때문에 이 지각이 무너져 화산에서 열 방출이 증가하게 된다. 펠레 호수와 같은 일부 용암 호수의 경우 이러한 현상이 지속적으로 발생하여 펠레 호수는 이오의 근적외선 스펙트럼에서 가장 밝은 열을 방출하는 곳 중 하나가 되었다. 로키 파테라와 같은 다른 장소에서는 이런 일이 에피소드식으로 발생할 수 있다. 이러한 더 조용한 용암 호수에서 전복 에피소드가 진행되는 동안 무너지는 지각의 파동이 약 1 킬로미터 (0.6 mi) 의 속도로 파테라를 가로질러 퍼진다. 하루에 흐르고, 그 뒤로 새로운 껍질이 형성되어 호수 전체가 다시 표면으로 덮일 때까지 계속된다. 새로운 지각이 식어서 녹은 용암 위에 더 이상 떠 있을 수 없을 만큼 두꺼워지면 또 다른 분출이 시작될 것이다. 전복 에피소드 동안 로키는 껍질이 안정적일 때보다 최대 10배 더 많은 열을 방출할 수 있다.
이오의 용암호는 얇은 고화된 지각이 덮인 채 부분적으로 용융된 용암으로 채워진 함몰 지형이다. 이 용암호는 하부에 존재하는 마그마 저장소와 직접 연결되어 있다. 여러 이오 용암호에서의 열 복사 관측은 파테라 가장자리 주변에서 발광하는 융용된 암석을 보여주었으며, 이것은 호 가장자리에서 파테라를 따라 지각이 파괴되면서 나타난 현상이다. 시간이 지남에 따라, 고화된 용암은 여전히 용융 상태인 마그마보다 밀도가 높기 때문에 이 지각은 가라앉아 화산의 열 복사를 증가시키는 결과를 초래한다. 펠레와 같은 일부 용암호에서는 이러한 현상이 지속적으로 발생하여, 펠레를 이오에서 근적외선 스펙트럼 상 가장 밝은 열 복사체 중 하나로 만든다. 반면 로키 파테라와 같은 다른 지역에서는 이러한 현상이 주기적으로 발생할 수 있다. 보다 조용한 용암호에서 뒤집힘 사건이 발생할 때, 가라앉는 지각의 파도가 하루에 약 1킬로미터씩 파테라를 가로질러 퍼지며, 그 뒤로 새로운 지각이 형성된다. 이 과정은 호 전체가 재포장될 때까지 계속된다. 새로운 지각이 충분히 냉각되고 두꺼워져서 녹아 있는 용암 위에서 더 이상 뜨지 못할 때 새로운 분출은 다시 시작된다. 뒤집힘 사건 동안 로키는 지각이 안정되어 있을 때보다 최대 10배 더 많은 열을 방출할 수 있다.

### 흐름 지배적 분출(프로메테우스 화산 활동)

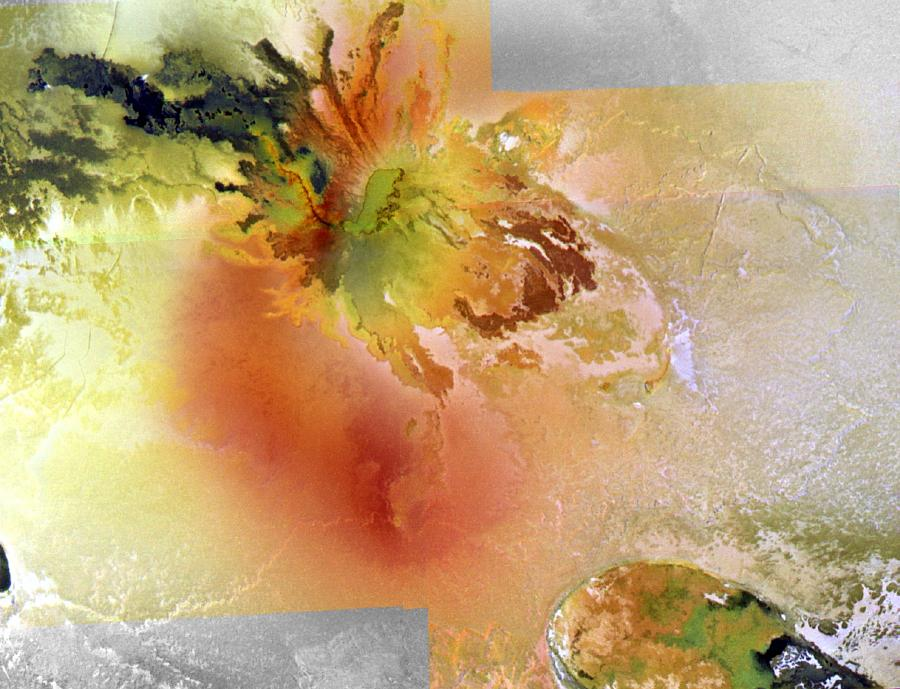
흐름 지배적 분출(flow-dominated eruption)의 예시인 쿨란 파테라(Culann Patera).

흐름 지배적 분출(Flow-dominated eruptions)은 장기간 지속되며 광범위하고 복합적인 용암류를 형성하는 사건이다. 이러한 용암류의 광범위성으로 인해, 이오에서는 주요 지형 유형 중 하나를 구성한다. 이 분출 형태에서는, 마그마가 파테라 바닥의 분출구, 파테라 주변의 분출구, 또는 평원에 위치한 열극에서 지표로 솟구쳐 올라와, 하와이의 킬라우에아에서 볼 수 있는 것과 유사한 솟아오른 복합 용암류를 생성한다. 갈릴레오 우주선의 영상은 프로메테우스와 아미라니와 같은 이오의 주요 용암류들이 오래된 흐름 위에 소규모 용암 브레이크아웃(공간이 있는 경우 내부의 미처 식지 않은 용암류가 흘러나와 굳어있는것)이 쌓이면서 형성된다는 것을 보여주었다. 흐름 지배적 분출은 폭발 지배적 분출(explosion-dominated eruptions)과 비교해 지속 기간이 길고, 단위 시간당 에너지 방출량이 적다는 점에서 차이를 보인다. 용암은 일반적으로 안정된 속도로 분출되며, 흐름 지배적 분출은 수년 또는 수십 년 동안 지속될 수 있다.
활성 흐름 지대는 아미라니와 마수비에서 300킬로미터 이상의 길이로 관찰되었다. 비교적 비활성 흐름 지대인 레이쿵 물결은 125,000km2 이상을 덮고 있으며, 이는 니카라과보다 약간 큰 면적이다. 갈릴레오 미션에서는 흐름 지대의 두께가 정확히 측정되지는 않았지만, 표면에 형성된 개별 브레이크아웃은 약 1미터 두께일 것으로 추정된다. 많은 경우, 활성 용암의 브레이크아웃은 원래의 분출구에서 수십~수백 킬로미터 떨어진 지점에서 지표로 흘러나오며, 그 사이 지역에서는 낮은 수준의 열 방출이 관측된다. 이는 용암이 분출구로부터 브레이크아웃까지 용암관을 통해 이동한다는 것을 시사한다.
이러한 분출은 일반적으로 안정적인 분출 속도를 가지지만, 많은 흐름 지배적 분출 지역에서는 더 큰 용암 브레이크아웃이 관찰되기도 했다. 예를 들어, 프로메테우스 흐름 지대의 선단은 1979년 보이저호의 관측과 1996년 갈릴레오 호의 관측 사이에 75~95km를 이동했다. 일반적으로 폭발 지배적 분출에 비해 규모는 작지만, 이러한 복합 흐름 지대의 평균 흐름 속도는 현재 지구에서 관찰되는 용암류에서 관찰되는 것보다 훨씬 크다. 갈릴레오 미션 기간 동안 프로메테우스와 아미라니에서는 초당 35~60m2 수준의 표면 덮개율이 관찰되었으며, 이는 하와이 킬라우에아에서 기록된 초당 0.6m2 과 비교해 훨씬 빠른 속도였다.

### 폭발 지배적 분출(필라니안 화산 활동)

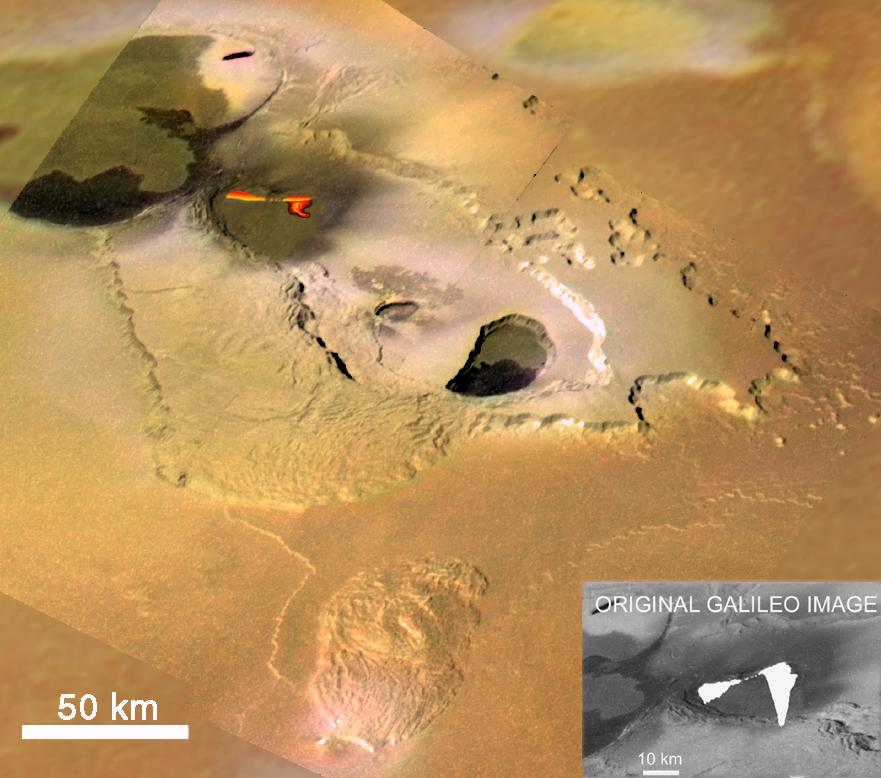
1999년 트바쉬타 파테라의 활발한 용암 흐름과 용암 분수를 담은 갈릴레오 이미지.

폭발 지배적 분출은 이오의 분출 형태 중 가장 두드러진 형태이다. 지구 기반 관측에서 "대폭발(outburst)" 분출로 불리기도 하는 이러한 분출은, 짧은 지속 시간(수 주 또는 수 개월에 불과하다), 급격한 시작, 높은 체적 유량, 그리고 강력한 열 방출을 특징으로 한다. 이러한 분출은 근적외선 영역에서 이오 전체의 밝기가 단기간 동안 크게 증가하는 현상을 초래한다. 이오에서 관측된 가장 강력한 화산 분출은 2001년 2월 22일, 지구에서 천문학자들이 관측한 수르트 지역의 "대폭발" 분출이었다.
폭발 지배적 분출은 이오의 부분적으로 녹은 맨틀 깊은 곳에서 생성된 마그마 덩어리(암맥)이 지표면의 열극까지 도달할 때 발생한다. 이 과정은 용암 분수의 장관을 연출한다. 대폭발 분출 초기에는, 강력한 1–3μm 범위의 적외선 복사로 인한 열 방출이 존재한다. 이는 분출원 분출구(eruption source vent)에서 노출된 대량의 갓생긴 용암에 의해 생성된다. 1999년 11월과 2007년 2월 트바슈타르에서 발생한 대폭발 분출은, 트바슈타르 파테라에 복합체 내 소규모 파테라에 위치한 길이 25킬로미터, 높이 1킬로미터에 달하는 용암 "커튼"을 중심으로 진행되었다.
이러한 용암 분수에서 대량으로 노출된 용융 용암은 연구자들에게 이오 용암의 실제 온도를 측정할 수 있는 최고의 기회였다. 이오에서 관측된 분출 온도는 선캄브리아기 코마티아이트 용암과 유사한 초고철질 조성 (대략 1600K)을 시사하며, 다만 지표로 상승하는 동안 마그마가 과열되어 높은 온도가 나타났을 가능성도 배제할 수는 없다.

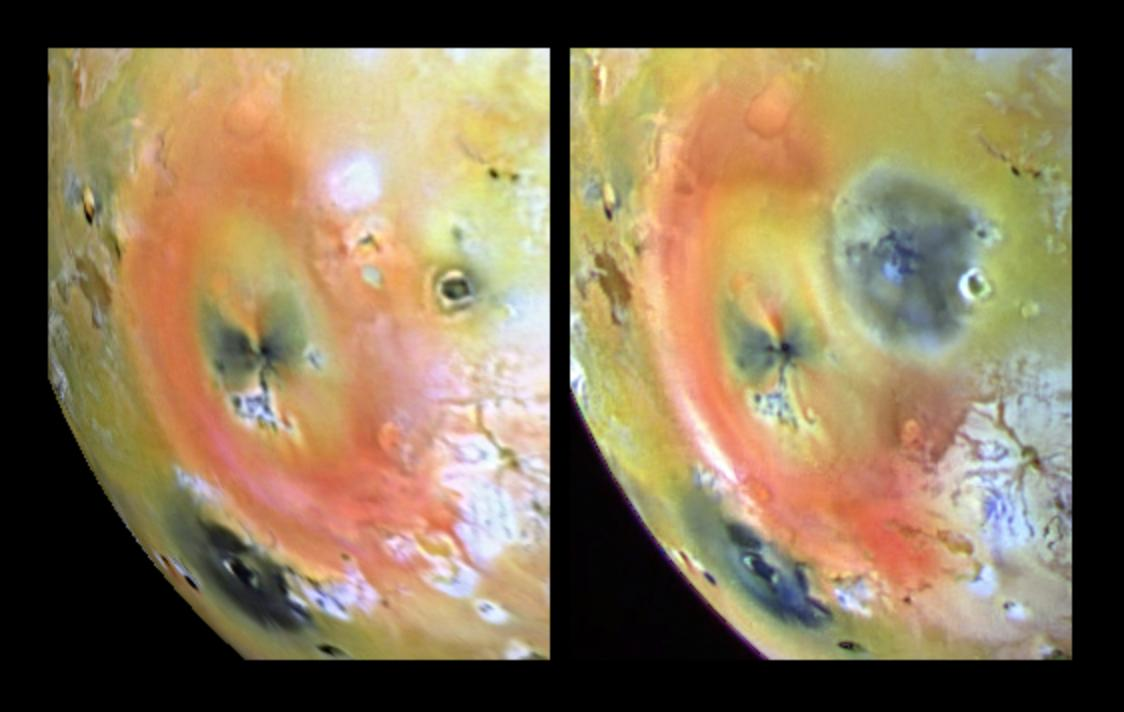
1997년 필란 파테라에서 폭발 지배적 분출(explosion-dominated eruption)의 영향을 보여주는 168일 간격으로 촬영된 두 개의 갈릴레오 이미지.

비록 폭발적이며 용암 분수 현상이 동반되는 초기 단계는 수일에서 일주일 정도로 짧게 지속될 수 있지만, 폭발 지배적 분출은 수 주에서 수 개월간 이어질 수 있으며, 이 기간 동안 대량의 규산염 용암류를 생성한다. 1997년에 필란 파테라 북서쪽 균열에서 발생한 주요 분출은 2.5개월에서 5.5개월에 걸쳐 31입방킬로미터 이상의 새로운 용암을 분출했으며, 이후 필란 파테라의 바닥을 범람시켰다. 갈릴레오 탐사선의 관측에 따르면, 1997년 분출 당시 필란 지역에서는 초당 1,000~3000제곱킬로미터의 속도로 용암이 지표를 덮었던 것으로 나타났다. 필란에서 형성된 용암류는 두께가 약 10미터였는데, 이는 프로메테우스와 아미라니 지역의 팽창된 흐름들에서 관측된 약 1미터 두께보다 훨씬 두꺼운 것이다. 비슷한 속도로 빠르게 형성된 용암류는 2001년 토르 지역에서도 갈릴레오 탐사선에 의해 관측되었다. 이러한 흐름 속도는 1783년 아이슬란드 라키 분출이나 지구의 범람 현무암분출에서 관측된 것과 유사하다.
폭발 지배적 분출은 분출지 주변에 대규모 화산쇄설물과 기둥 퇴적물을 생성하는 등 극적인(그러나 종종 단기간의) 지형 변화를 초래할 수 있다. 이러한 퇴적물은 용암 분수에서 가스가 방출될 때 형성된다. 1997년 필란 분출은 어두운 규산염 물질과 밝은 이산화황으로 이루어진 지름 400킬로미터의 퇴적물을 생성했다. 또한 2000년과 2007년 트바슈타르 분출에서는 330킬로미터 높이까지 치솟는 기둥이 발생했으며, 붉은 황과 이산화황으로 이루어진 지름 1,200킬로미터의 고리 형태 퇴적물이 형성되었다. 이러한 특징들은 외관상 매우 극적이지만, 분출구로부터의 지속적인 물질 공급이 없다면 주변 지형은 몇 개월(그리안 파테라의 경우) 또는 수년(필란 파테라의 경우) 내에 분출 이전의 모습으로 되돌아가는 경우가 많다.

## 분연주

8분 동안 촬영된 5개의 뉴 허라이즌스 호의 이미지는 이오의 화산 트바쉬타(Tvashtar)가 330 킬로미터 상공으로 물질을 분출하는 모습을 보여준다.

1979년, 펠레와 로키에서 분연주가 발견되면서 이오가 지질적으로 활발하다는 결정적 증거가 제시되었다. 일반적으로, 기둥은 황과 이산화황 같은 휘발성 물질이 이오의 화산에서 초속 1km/s의 속도로 분출되면서 하늘로 뿜어져 나와, 우산 모양의 가스와 먼지 구름을 형성할 때 만들어진다. 분연주에서 발견될 수 있는 추가 물질로는 나트륨, 칼륨, 염소 등이 있다. 외관상 매우 인상적이지만, 분연주는 비교적 드문 현상이다. 관측된 약 150개의 이오 활화산 중에서, 분연주는 대략 20여 곳 정도에서만 관측되었다. 이오의 용암류가 덮은 면적이 제한적이라는 사실은, 이오 표면의 충돌구 흔적을 지우는 데 필요한 대부분의 재포장은 분연주의 퇴적물에 의해 이루어져야 했음을 시사한다.

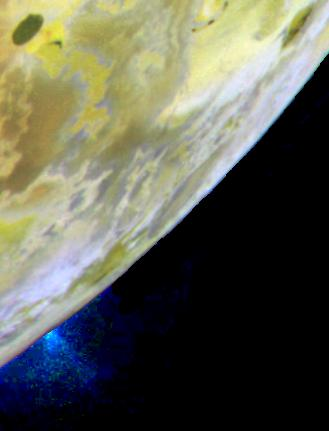
1999년 7월 이오의 마수비 지역(Masubi region)에서 분출된 약 100km 높이의 분연주.

이오에서 가장 흔한 형태의 분연주는 먼지 분연주 또는 프로메테우스형 분연주이다. 이는 흐르는 용암이 지하의 이산화황 서리층을 기화시켜, 그 물질을 하늘로 솟구치게 하면서 만들어진다. 프로메테우스형 분연주의 예로는 프로메테우스, 아미라니, 자마마, 마수비 등이 있다. 이러한 분연주는 보통 높이가 100km 이하이며, 분출 속도는 약 0.5km/s이다. 프로메테우스형 분연주는 먼지가 풍부하여, 밀도가 높은 내부 핵과 상단 캐노피 충격대를 형성해 우산 모양을 띠게 된다. 이 분연주들은 주로 이산화황 서리로 이루어진 밝은 원형 퇴적물을 형성하는데, 그 반지름은 100~250km 범위에 이른다. 프로메테우스형 분연주는 흐름 지배적 분출에서 자주 나타나며, 이로 인해 상대적으로 장기간 지속되기도 한다. 1979년 보이저 1호가 관측한 여섯 개의 프로메테우스형 기둥 중 네 개는 갈릴레오 탐사선과 2007년 뉴 허라이즌스 탐사선에서도 계속 관측되었다. 먼지 분연주는 태양광을 받는 이오 표면을 촬영한 가시광선 이미지에서도 분명하게 관찰할 수 있지만, 많은 프로메테우스형 분연주는 더 희미하고 가스가 풍부한 외부 헤일로를 갖고 있으며, 이는 펠레형 분연주의 크기에 가까운 높이까지 도달할 수 있다.
이오에서 가장 큰 기둥은 펠레형 분연주로, 이는 화산 분출구나 용암 호수에서 분출하는 마그마로부터 황과 이산화황 가스가 방출되면서 규산염 화산쇄설물을 함께 운반하여 생성된다. 관측된 펠레형 분연주는 대부분 폭발 지배적 분출과 관련이 있으며, 수명이 짧다. 예외적으로 펠레에서는 장기간 지속되는 활성 용암 호수 분출이 관련되어 있지만, 펠레의 분연주도 간헐적으로 발생하는 것으로 여겨진다. 이러한 분연주은 높은 분출구 온도와 압력에 의해 최대 1km/s의 속도로 분출되며, 300~500km 높이까지 도달할 수 있다. 펠레형 기둥은 짧은 사슬의 황로 인해 붉은색, 규산염 화산쇄설물로 인해 검은색 표면 퇴적물을 생성하며, 펠레에서는 1,000킬로미터 크기의 붉은 고리가 관측되었다. 펠레형 분연주에서 분출된 황 성분은 이오 지각 내 황의 과잉과, 이오 암석권 깊은 곳에서 황의 용해도가 감소하기 때문으로 추정된다. 이 분연주들은 먼지 함량이 적기 때문에 프로메테우스형 분연주보다 일반적으로 희미하며, 이로 인해 일부는 '스텔스 분연주'이라고 불린다. 이러한 분연주들은 종종 목성의 그림자 속에 있는 이오를 촬영한 이미지나 자외선 관측을 통해서만 볼 수 있다. 태양광 아래에서 볼 수 있는 소량의 먼지는, 가스가 포물선 궤도 꼭대기에 도달했을 때 황과 이산화황이 응결하면서 생성된다. 따라서 프로메테우스형 분연주에서는 분연주 원점에서 먼지가 생성되어 조밀한 중심 분연주가 보이는 반면, 펠레형 분연주에서는 이러한 중심 분연주가 보이지 않는 것이다. 펠레형 분연주의 예는 펠레, 트바슈타르, 그리고 그리안에서 관측되었다.

## 같이 보기
- 초화산